# Лужанка (приток Тересвы)
Лужа́нка (укр. Лужанка) — река в пределах Тячевского района Закарпатской области Украины. Правый приток Тересвы (бассейн Тисы).

## Описание
Длина 34 км, площадь бассейна 150 км². Долина реки V-образная, шириной от 10 до 400 м. У истока ширина русла 1-2 м, в низовьях — до 60 м. Уклон реки 31 м/км.
Река берёт начало на севере села Пригодь, на юго-западных склонах хребта Красная. Течёт с севера на юг между боковыми (южными) отрогами хребта.
Русло умеренно извилистое, на отдельных участках разветвлённое, встречаются порожистые участки и острова. Питание смешанное, с преобладанием дождевого. Берега Лужанки на отдельных участках закреплены. Бывают паводки, иногда достаточно разрушительные.
В верхнем течении Лужанка проходит по территории Широколужанского участка Угольско-Широколужанского заповедного массива. Протекает через сёла: Пригодь, Фонтынясы, Широкий Луг, Новоселица, Тисалово, Нересница.

## Фауна
Лужанка единственная река Угольско-Широколужанского заповедного массива, куда на нерест заходит краснокнижный дунайский лосось (Hucho hucho).